# Mitius blennus
Mitius blennus är en insektsart som först beskrevs av Henri Saussure 1877.  Mitius blennus ingår i släktet Mitius och familjen syrsor. Inga underarter finns listade i Catalogue of Life.